# Veronika Steinböck
Veronika Steinböck (* 1964 in Wien) ist eine österreichische Schauspielerin, Regisseurin, Kuratorin und seit 2018 Geschäftsführerin und Künstlerische Leiterin des Kosmos Theaters in Wien.

## Leben
Sie studierte am Max Reinhardt Seminar Schauspiel und war anschließend u. a. am Vorarlberger Landestheater, der Landesbühne Hannover, den Freilichtspielen Schwäbisch Hall, den Komödienspielen Porcia, dem Theater der Jugend Wien, dem Ensemble Theater Wien, dem Salzburger Landestheater und dem Theater im Künstlerhaus Wien engagiert.
Zudem wirkte sie in zahlreichen Fernsehproduktionen für den ORF mit, wie z. B. als Rosalind in der 6-teiligen Serie von Christine Nöstlinger Rosa und Rosalind an der Seite von Gusti Wolf oder in Julia – Eine ungewöhnliche Frau mit Christiane Hörbiger.
Von 2000 bis 2017 lebte Veronika Steinböck in Deutschland und war als regelmäßiger Gast am Schauspiel Hannover und am Staatstheater Dresden engagiert. Nach einer Fortbildung in „Projektorganisation & Finanzierung“ gründete sie in Dresden den Theaterverein La Lune (jetzt: missing dots) und produzierte Stückentwicklungen für das Societaetstheater Dresden. 2014 leitete sie das Festival Greizer Theaterherbst, 2016 und 2017 das Festival „kammerMachen“ in Chemnitz. Von 2014 bis 2017 war sie im Vorstand des Landesverband der Freien Theater in Sachsen.
2018 übernahm Veronika Steinböck (Künstlerische Leitung) gemeinsam mit Gina Salis-Soglio (Betriebswirtschaftliche Leitung) die Geschäftsführung des Kosmos Theaters in Wien.

## Hörspiele (Auswahl)
- 1996: Marcel Meyrath: Lotties Hase – Regie: Götz Fritsch (Original-Hörspiel – ORF)